# Sabaria obliquilineata
Sabaria obliquilineata är en fjärilsart som beskrevs av W. Warren 1893. Sabaria obliquilineata ingår i släktet Sabaria och familjen mätare. Inga underarter finns listade.